# Juan Carlos Silva
Juan Carlos Silva Maya (Città del Messico, 6 febbraio 1988) è un ex calciatore messicano, di ruolo centrocampista.

## Carriera

### Club
Ha debuttato nella prima squadra del Club América il 3 agosto 2008, in una partita di campionato contro il Toluca. È arrivato in prima squadra quando l'ex allenatore Daniel Brailovsky, ha aggiunto Silva nei titolari durante una partita contro i Chivas de Guadalajara. Ha segnato entrambi i gol della vittoria degli Águilas.

### Nazionale
Silva ha giocato per il Messico Under-17 nel campionato mondiale di calcio Under-17 del 2005, che il Messico ha vinto. È inoltre è stato chiamato per il Messico Under-23 per le qualificazioni olimpiche del 2008.